# 石川県道45号金沢鶴来線
石川県道45号金沢鶴来線（いしかわけんどう45ごう かなざわつるぎせん）は、石川県金沢市と白山市を結ぶ県道（主要地方道）である。

## 概要
金沢市野町広小路から南東に進み、寺町五丁目交差点で南に右折、泉野町や円光寺を経由し、同市高尾にて金沢外環状道路山側幹線（石川県道22号金沢小松線）に接続、重複。同市四十万町東交差点において分岐後、白山市内に入る。白山市小柳北交差点にて石川県道179号野々市鶴来線と接続、重複して南下、同市鶴来大国町の終点へ至る。なお、事実上の終点は天狗橋交差点である。

### 路線データ
- 起点：石川県金沢市野町一丁目45番1地先（野町広小路交差点、国道157号（国道305号重複）交点・石川県道25号金沢美川小松線起点・石川県道144号別所野町線終点）
- 終点：石川県白山市鶴来大国町オ144番69地先（鶴来本町交差点、石川県道4号小松鶴来線終点・石川県道179号野々市鶴来線上）

## 歴史
- 1960年（昭和35年）10月15日：「小柳金沢線」として路線認定。
- 1982年（昭和57年）4月1日 - 建設省から主要地方道に指定される[1]。
- 1982年（昭和57年）7月9日：「石川県道小柳金沢線」から現路線名に名称変更。
- 1983年（昭和58年）5月22日ごろ：国道157号鶴来バイパス開通に伴い、終点を石川郡鶴来町小柳（現・白山市小柳町）から現在地に移動。
- 1993年（平成5年）5月11日 - 建設省から、県道金沢鶴来線が金沢鶴来線として主要地方道に指定される[2]。

## 路線状況

### 別名
- 泉が丘通り（金沢市）
- 寺町通り（金沢市）

### 重複区間
- 石川県道144号別所野町線（金沢市野町・野町広小路交差点：起点 - 金沢市寺町5丁目・寺町五丁目交差点）
- 石川県道22号金沢小松線・金沢外環状道路山側幹線（金沢市窪・窪三丁目交差点 - 金沢市四十万町・四十万町南交差点）
- 石川県道179号野々市鶴来線（白山市小柳町北交差点 - 白山市鶴来本町交差点：終点）

## 地理

### 通過する自治体
- 金沢市
- 白山市

### 交差する道路

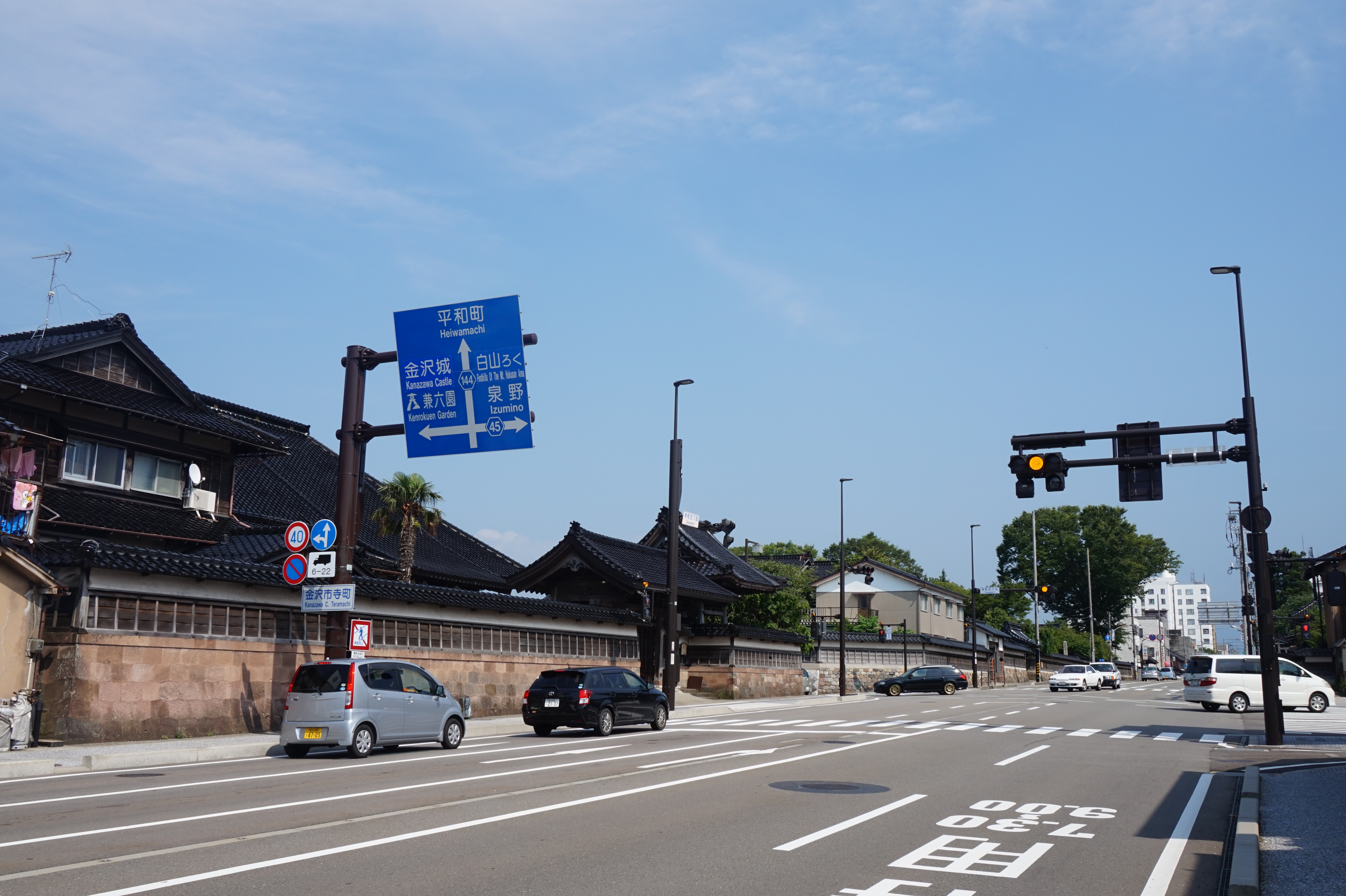
寺町五丁目交差点

- 国道157号（国道305号重複）・石川県道25号金沢美川小松線・石川県道144号別所野町線（金沢市野町1丁目・野町広小路交差点、起点）
- 石川県道144号別所野町線（金沢市寺町5丁目・寺町五丁目交差点）
- 石川県道193号窪野々市線（金沢市窪2丁目・窪町交差点）
- 石川県道22号金沢小松線 金沢外環状道路・山側幹線（金沢市窪3丁目・窪三丁目交差点）
- 石川県道22号金沢小松線（金沢市高尾1丁目・高尾一丁目交差点）
- 石川県道189号額谷三浦線（金沢市額谷町・額谷町交差点）
- 石川県道22号金沢小松線（金沢市四十万町・四十万町東交差点）
- 石川県道179号野々市鶴来線（白山市小柳町・小柳町北交差点）
- 石川県道103号鶴来水島美川線（白山市月橋町・月橋交差点）
- 石川県道4号小松鶴来線、石川県道179号野々市鶴来線（白山市鶴来大国町・鶴来本町交差点、終点）

### 沿線にある施設など
- にし茶屋街
- 寺町寺院群
  - 妙立寺
- 金沢市立泉小学校
- 金沢市立泉中学校
- 金沢市立泉野図書館
- 金沢南郵便局
- 金沢市総合体育館
- 石川県立金沢泉丘高等学校
- 石川県立金沢錦丘中学校・高等学校
- 石川県立ろう学校
- 白山警察署鶴来庁舎（旧・鶴来警察署）
- 石川県立鶴来高等学校
- 白山市立鶴来中学校
- 白山市役所鶴来支所
- 鶴来郵便局
- 北陸鉄道石川線 曽谷駅 - 道法寺駅 - 鶴来駅
- 七ヶ用水
- 手取川